# Zinn-Schwefel-Lithium-Akkumulator
Der Zinn-Schwefel-Lithium-Akku ist eine experimentelle Sekundärzelle, die im März 2010 von den italienischen Forschern Bruno Scrosati und Jusef Hassoun an der Universität Rom vorgestellt wurde. Die positive Elektrode des Zinn-Schwefel-Lithium-Akkumulators besteht aus einem Kohlenstoff-Lithiumsulfid-Komposit, die negative Elektrode enthält Zinn und Kohlenstoff.

## Eigenschaften
Die von den Forschern angegebene Energiedichte des Zinn-Schwefel-Lithium-Akkus übertrifft mit ca. 1100 Wh/kg die aller herkömmlichen Akkus um ein Vielfaches. Da der Akkumulator kein metallisches Lithium enthält, kann eine höhere Betriebssicherheit als beim Lithium-Schwefel-Akkumulator gewährleistet werden.
Nach Angaben der Forscher ist der Weg zu einer anwendbaren Lithium-Schwefel-Batterie noch lang. Insbesondere muss die Zahl der möglichen Lade-/Entlade-Zyklen noch erhöht werden.